# Saláta (növénynemzetség)
A saláta (Lactuca) az őszirózsafélék (Asteraceae) családjába tartozó növénynemzetség, melynek közel 100 faja főleg Eurázsiában és Észak-Amerikában honos. Kétéves vagy évelő, lágy vagy fásodó szárú növények. A gyakran kis méretű fészekvirágzatukat alkotó nyelves virágok hosszúkás, szalag alakúak, sárga, halványlila vagy fehér színűek. Terméseik csőrösek.

## Fontosabb fajai
Az alábbi nem teljes fajlista a The Plant List adatbázisa alapján készült.
- Lactuca aurea (Sch.Bip. ex Vis. et Pančić) Stebbins – csorbókalevelű saláta[2]
- Lactuca indica L. – kínai saláta[2]
- Lactuca orientalis (Boiss.) Boiss. – keleti saláta[2]
- Lactuca perennis L. – kék saláta,[2] évelő saláta[2]
- Lactuca quercina L. – cserlevelű saláta[2]

Egyik változata a nyilas saláta (var. integrifolia)
- Lactuca saligna L. – szálas saláta,[2] szálaslevelű saláta,[2] fűzlevelű saláta[2]
- Lactuca sativa L. – kerti saláta,[2]

Termesztett változatai közé tartozik például a fejes saláta (ide tartoznak a jégsalátafajták és a „fodros levelű saláta” is), a római- vagy kötözősaláta, leveles saláta, a tölgylevelű vagy metélősaláta, tépősaláta és a spárgasaláta.
- Lactuca serriola L. – keszeg saláta[2]
- Lactuca sibirica (L.) Benth. ex Maxim. – szibériai saláta[2]
- Lactuca tatarica (L.) C.A.Mey. – tatár saláta[2]
- Lactuca viminea (L.) J.Presl et C.Presl – gatyás saláta,[2] vesszős saláta[2]
- Lactuca virosa Habl. – mérges saláta[2]